# Diecezja Añatuya
Diecezja Añatuya (łac. Dioecesis Anatuyanensis) – diecezja Kościoła rzymskokatolickiego w Argentynie, sufragania archidiecezji Tucumán.

## Historia
10 kwietnia 1961 roku papież Jan XXIII bullą In Argentina erygował diecezję Añatuya. Dotychczas wierni z tym terenów należeli do diecezji Santiago del Estero.

## Główne świątynie
- Katedra: Katedra Matki Bożej z Doliny w Añatuya

## Biskupi diecezjalni
- Jorge Gottau CSsR (1961 - 1992)
- Antonio Baseotto CSsR (1992 - 2002)
- Adolfo Uriona FDP (2004 - 2014)
- José Melitón Chávez (2015 - 2019)
- José Luis Corral (od 2019)